# Eje del mal

El eje original (verde):

 Irán

 Irak

 Corea del Norte

Según John Bolton (naranja):

 Siria 

 Cuba

 Libia

Según Condoleezza Rice (celeste):

 Zimbabue

 Bielorrusia

 Myanmar

Acusados por Estados Unidos de ser «Estados canallas» en 2002
El eje original (verde):
Irán
Irak
Corea del Norte
Según John Bolton (naranja):
Siria
Cuba
Libia
Según Condoleezza Rice (celeste):
Zimbabue
Bielorrusia
Myanmar

La expresión «eje del mal» (en inglés axis of evil) fue utilizada por el entonces presidente de los Estados Unidos George W. Bush en su discurso del Estado de la Unión el 29 de enero de 2002 para describir a los regímenes que apoyan el terrorismo. Los estados-nación que Bush mencionó en su discurso fueron Irak, Irán y Corea del Norte, a los cuales posteriormente se agregaron Libia, Siria y Cuba. Luego fueron agregados otros tres estados más: Bielorrusia, Myanmar y Zimbabue. [cita requerida]
La expresión deriva de la de Estados canallas, pero esta expresión a su vez es una reminiscencia de las fuerzas del Eje de la Segunda Guerra Mundial y de la designación por Reagan de la Unión Soviética como imperio del mal.
Esta es una traducción al español de un fragmento del discurso original:

[Nuestro objetivo] es prevenir que regímenes que apoyan al terror amenacen a [Estados Unidos] o a nuestros amigos y aliados con armas de destrucción masiva. Algunos de estos regímenes han estado bastante callados desde el 11 de septiembre. Pero conocemos su verdadera naturaleza. Corea del Norte es un régimen que se está armando con misiles y armas de destrucción masiva mientras mata de hambre a sus ciudadanos.

Irán anda enérgicamente tras estas armas y exporta terror, mientras que unos pocos que no han sido elegidos reprimen el deseo de libertad del pueblo iraní.

Irak sigue haciendo alarde de su hostilidad hacia [Estados Unidos] y apoyando el terror. El régimen iraquí ha conspirado para desarrollar ántrax, gas nervioso y armas nucleares desde hace más de una década. Éste es un régimen que ya ha utilizado gas venenoso para asesinar a miles de sus propios ciudadanos, dejando cuerpos de madres apiñados sobre sus hijos muertos. Éste es un régimen que aceptó las inspecciones internacionales y luego expulsó a los inspectores. Éste es un régimen que tiene algo que ocultar al mundo civilizado.

Estados como éstos, y sus aliados terroristas, constituyen un eje del mal que se arma para amenazar la paz del mundo.
George W. Bush.
Discurso sobre el estado de la Unión. 29 de enero de 2002

Aunque los métodos de Estados Unidos para tratar con Irak diferían sustancialmente con los utilizados con Corea del Norte, esto se debe probablemente al hecho de que Irak sólo era un país del que se sospechaba que tenía armas de destrucción masiva, mientras que Corea del Norte hizo alarde de sus misiles balísticos de largo alcance. Además, algunos estrategas políticos, dirigidos por Richard Perle (favorecidos por la Administración Bush) habían exigido ataques militares en Corea del Norte contra sus centrales nucleares.
Poco después del discurso, la expresión fue atribuida al exescritor de discursos de Bush, David Frum , en un principio como "eje del odio" ("axis of hatred") y posteriormente "del mal".

## Crítica sobre la expresión
Ha habido numerosas críticas sobre la expresión de "Eje del mal".[cita requerida]
Una de ellas es que, al contrario que las fuerzas del Eje, las tres naciones mencionadas en el discurso de Bush no habían coordinado su política, así que el término eje era incorrecto. De hecho, Irán e Irak lucharon entre sí en la guerra entre Irán e Irak durante los años 1980, básicamente bajo el mismo liderazgo que el que existía cuando Bush dio su discurso. Además, se argumenta que cada uno de estos tres países tienen algunas características especiales que resultan oscurecidas si se mete a los tres en el mismo saco.[cita requerida]
En Cuba se realizaron incluso marchas en contra de la inclusión de la isla en la lista, que se debió a que según el gobierno estadounidense, poseía armas biológicas, cosa que no ha sido probada hasta el momento y que Cuba niega rotundamente.
La más polémica fue la inclusión de Irán en el "Eje del mal", ya que Irán es considerado por muchos como un país en proceso de secularización, y se especula que esta inclusión puede fortalecer a los islamistas radicales del país.[cita requerida]
Después de que Bush definiera qué naciones consideraba que estaban en el "eje del mal", algunos oponentes de Estados Unidos crearon su versión del "eje del mal". Muchos críticos en el mundo definieron su "eje del mal" como la alianza entre Estados Unidos, Israel y el Reino Unido.[cita requerida]
El 11 de octubre de 2008 el Congreso de los Estados Unidos sacó del eje del mal a Corea del Norte ante la amenaza nuclear que dicha nación representaba.
El 14 de abril de 2015 el Congreso de los Estados Unidos sacó del eje del mal a Cuba ya que no ha dado muestra en los últimos seis meses de apoyar al terrorismo internacional.
Con motivo de la invasión rusa de Ucrania en 2022 y la cada vez más estrecha colaboración técnica y militar entre Rusia, China, Bielorrusia, Corea del Norte e Irán, en la actualidad son los cinco estados con gobiernos autócratas considerados de forma casi unánime por políticos y prensa en Occidente, así como la OTAN, como el actual "eje del mal". Existen además otros estados sobre los que hay diferencia de opiniones, considerándolos más bien estados vasallos o satélites del eje del mal, caso de Cuba, Birmania, Nicaragua, Siria y Eritrea, entre otros. En el caso de Venezuela, durante el gobierno de Trump fue considerada un miembro principal del eje del mal en 2017, desde entonces Estados Unidos no ha cambiado su postura, por tanto, es el sexto miembro principal del eje del mal

## Eje del bien

Países del Eje del bien.

El fallecido presidente Hugo Chávez contestó a la expresión Eje del mal de Bush con la expresión de Eje del Bien. que está conformado por Bolivia, Cuba y su propio país, Venezuela. Estos países tienen varios pactos de cooperación firmados. La expresión también fue utilizada en los encabezados de la prensa bielorrusa, durante la visita del difunto Hugo Chávez a ese país.